# 2007–2008-as magyar női labdarúgó-bajnokság (első osztály)
A 2007–2008-as magyar nemzeti női labdarúgó-bajnokság első osztálya  nyolc csapat részvételével 2007. augusztus 18-án  rajtolt. A címvédő az 1. FC Femina csapata volt, aki megvédte bajnoki címét.

## A bajnokság csapatai
A 2007–2008-as magyar nemzeti labdarúgó-bajnokság első osztályát nyolc csapat részvételével rendezték meg, melyből négy fővárosi, négy vidéki egyesület volt.

## Végeredmény
| #  | Csapat           | M  | GY | D | V  | G+ – G– | GK   | P  | Megjegyzések                          |
| -- | ---------------- | -- | -- | - | -- | ------- | ---- | -- | ------------------------------------- |
| 1. | 1. FC FeminaCV   | 28 | 27 | 1 | 0  | 143–19  | +124 | 82 | 2008–2009-es UEFA női bajnokok ligája |
| 2. | WHC-Viktória FC  | 28 | 21 | 2 | 5  | 103–33  | +70  | 65 |                                       |
| 3. | MTK Hungária FC  | 28 | 14 | 7 | 7  | 69–47   | +22  | 49 |                                       |
| 4. | Ferencvárosi TC  | 28 | 12 | 3 | 13 | 65–58   | +7   | 39 |                                       |
| 5. | Győri ETO FC     | 28 | 8  | 3 | 17 | 55–64   | −9   | 27 |                                       |
| 6. | Pécsi VSKÚ       | 28 | 5  | 5 | 18 | 17–94   | −77  | 20 |                                       |
| 7. | Újpesti TE       | 28 | 4  | 8 | 16 | 28–84   | −56  | 17 | NB II                                 |
| 8. | Íris-Olimpia NFK | 28 | 4  | 3 | 21 | 22–101  | −79  | 15 | NB II                                 |

Utolsó frissítés: 2008. június 29. 
Forrás: MLSZ adatbank 
A rangsorolás alapszabályai: 1. összpontszám, 2. győzelmek száma, 3. egymás elleni eredmények összpontszáma,  4. egymás elleni eredmények gólkülönbsége, 5. egymás elleni eredmények szerzett góljainak száma 6. gólkülönbség, 7. szerzett gólok száma.
(B): Bajnokcsapat, (K): Kieső csapat, (F): Feljutó csapat, (I): Kupainduló, (R): A rájátszás győztese, (KGY): Kupagyőztes

A bajnok 1. FC Femina játékosai
Kövesi Gabriella (20),  Mátra Borbála (15), kapusok – Benkő Mónika (28), Dombai-Nagy Anett (12), Gáspár Cecília (13), Gleich Barbara (6), Jakab Réka (28), Kanta Krisztina (23), Krisztin Sára (22), Ködmön Kinga (5), Pádár Anita (28), Paraoánu Aranka (18), Pincze Gabriella (23), Sebestyén Györgyi (23), Smuczer Angéla (28), Sümegi Éva (21), Szeitl Szilvia (27), Szekér Anita (28), Szlovák Krisztina (5), Váradi Szandra (5).
Edző: Kiss László
Az ezüstérmes WHC-Viktória FC játékosai
Szvorda Melinda (20),  Papp Eszter (15), kapusok – Borbély Otília (20), Czuder Ágnes (7), Fenyvesi Judit (28), Horváth Nóra (27), Kovács Eszter (27), Lukács Kinga (1), Lukács Lívia (4), Marsai Nikoletta (17), Megyeri Boglárka (26), Nagy Tímea (4), Németh Veronika (1), Orbán Szandra (1), Papp Dóra (22), Pas Alexandra (8), Rácz Zsófia (27), Szajlai Julianna (4), Szórádi Nikolett (17), Szuh Erika (26), Tálosi Szabina (28), Tóth Enikő (23), Tóth Gabriella (27), Tóth Klaudia (6), Várkonyi Orsolya (10).
Edző: Hérincsné Markó Edina
A bronzérmes MTK Hungária FC játékosai
Rothmeisel Dóra (15),  Horváth Eszter (12), Ágas Dorottya (5), kapusok – Ács Noémi (15), Belső Mónika (12), Brunda Kitti (25), Endrődi Noémi (15), Fehér Noémi (2), Gál Tímea (10), Gali Ivett (2), Garamvölgyi Nikolett (21), Hegyi Szilvia (2), Heszberger Diána (12), Jakabfi Zsanett (26), Kátai Lili (9),  Laky Andrea (13), Melegh Enikő (2), Méry Rita (27), Nagy Barbara (2), Radics Ágnes (24), Schumi Dorottya (21), Schumi Mercédesz (28), Szabó Ildikó (26), Szabó Zsuzsanna (21), Tollár Emese (10), Vadas Nikolett (16), Várkonyi Orsolya (2), Vesszős Mercédesz (10), Zvara Tímea (1).
Edző: Turtóczki Sándor

## A góllövőlista élmezőnye
| Gól                                | Név               | Csapat          |
| ---------------------------------- | ----------------- | --------------- |
| 52                                 | Pádár Anita       | 1. FC Femina    |
| 28                                 | Dörömbözi Csilla  | Ferencvárosi TC |
| 28                                 | Jakabfi Zsanett   | MTK Hungária FC |
| 25                                 | Szuh Erika        | Viktória FC     |
| 22                                 | Sümegi Éva        | 1. FC Femina    |
| 20                                 | Tóth Gabriella    | Viktória FC     |
| 18                                 | Jakab Réka        | 1. FC Femina    |
| 18                                 | Méry Rita         | MTK Hungária FC |
| 15                                 | Ferencsik Evelin  | Győri ETO       |
| 14                                 | Deli Anikó        | Ferencvárosi TC |
| 12                                 | Gyökeres Barbara  | Győri ETO       |
| 12                                 | Sebestyén Györgyi | 1. FC Femina    |
| 11                                 | Schumi Dorottya   | MTK Hungária FC |
| 10                                 | Dombai-Nagy Anett | 1. FC Femina    |
| 10                                 | Rácz Zsófia       | Viktória FC     |
| 10                                 | Wágenhoffer Judit | Pécsi VSK       |
| 9                                  | Fenyvesi Judit    | Viktória FC     |
| 8                                  | Papp Dóra         | Viktória FC     |
| 8                                  | Szabó Anita       | Ferencvárosi TC |
| Utolsó frissítés: 2008. június 29. |                   |                 |
| Forrás: MLSZ adatbank              |                   |                 |